# Crocothemis divisa
Crocothemis divisa är en trollsländeart som beskrevs av Karsch 1898. Crocothemis divisa ingår i släktet Crocothemis och familjen segeltrollsländor. IUCN kategoriserar arten globalt som livskraftig. Inga underarter finns listade i Catalogue of Life.